# Indocypha maolanensis
Indocypha maolanensis är en trollsländeart som beskrevs av Zhu och Youhui Bao 2002. Indocypha maolanensis ingår i släktet Indocypha och familjen Chlorocyphidae. Inga underarter finns listade i Catalogue of Life.